# Calle Tintes (Sevilla)
La calle Tintes es una vía pública de la ciudad española de Sevilla.

## Descripción
La vía nace en la confluencia de las calles San Esteban y Puerta de Carmona, donde entronca con Mosqueta, y discurre hasta la plaza de los Zurradores. Aparece descrita en la Noticia histórica del origen de los nombres de las calles de esta ciudad de Sevilla (1839) de Félix González de León con las siguientes palabras:

Calle de los Tintes. Pertenece al cuartel B. y á la parroquia de san Esteban. El haber habido muchos tintes en esta calle, le dió el nombre. El año de 1654, todavia existia uno de que he visto escritura que lo menciona; al presente lo que hay es una fábrica de loza imitando al pedernal. La calle es estrecha; empieza, en el arquillo de Clarebout, y concluye en la puerta de Carmona.
(González de León, 1839, p. 438)